# George Buckley-Mathew
Sir George Benvenuto Buckley-Mathew CB KCMG (1807 - 22 de octubre de 1879), nacido como George Byam Mathew y conocido como George Benvenuto Mathew desde 1835 hasta 1865, fue un político conservador británico.
Nació en 1807 como George Byam Mathew, Buckley-Mathew era el hijo de George Mathew (1760–1846) de los Guardias de Coldstream y Euphemia née Hamilton. En 1835, sustituyó el segundo nombre 'Byam' por 'Benvenuto' y, también, se casó con Anne Hoare, hija de Henry Hoare y Charlotte née Dering. En 1849, sin embargo, el matrimonio terminó en lo que Buckley-Mathew llamó un "divorcio escocés". Al año siguiente, se volvió a casar con Rosina Adelaide Handley, hija de J. C. Handley, y, más tarde, volvió a casarse con una hija de J. W. Gerard de Nueva York. En 1865, al heredar las propiedades de las Indias Occidentales, añadió el apellido adicional 'Buckley'. A través de sus varios matrimonios, tuvo al menos cinco hijos y dos hijas.
Buckley-Mathew ingresó en el ejército en 1825 y se unió a la infantería ligera antes de 1833, convirtiéndose en capitán del regimiento de su padre; aunque se retiró por completo en 1841 cuando era capitán de la Guardias Granaderos.
Su primer matrimonio le permitió a Buckley-Mathew ingresar a la política, convirtiéndose en un miembro conservador del Parlamento para el distrito electoral irlandés de Athlone en las elecciones generales de 1835. En la siguiente elección, en cambio, representó a Shaftesbury, pero en el recuento inicial, no tuvo éxito, perdiendo contra el miembro del partido Whig, John Sayer Poulter . Sin embargo, a petición, la elección de Poulter fue declarada nula y Buckley-Mathew fue declarada electa. Ocupó el asiento hasta 1841, sin embargo, cuando fue nuevamente derrotado y retirado de la política.
Frustrado por su carrera política, Buckley-Mathew fue nombrado Gobernador de las Bahamas en 1844, ocupando el cargo hasta 1849. Su carrera en las Américas duró algo; fue cónsul en Charleston, Carolina del Sur, entre 1850 y 1853, y luego en Filadelfia, Pensilvania en 1853, y terminó en 1856 cuando su exequatur fue destituido por el entonces presidente de los Estados Unidos, Franklin Pierce. Luego sirvió en el Mar Negro entre 1856 y 1858, y se convirtió en secretario y encargado de negocios de la legación en México.
Fue ministro en las repúblicas centroamericanas desde 1861 hasta 1863. En el 18 de marzo de 1862, a la 1:00 p. m. se efectuó la recepción oficial del ministro en San Salvador, donde el Señor Mathew dirigió una alocución al Presidente Gerardo Barrios que fue contestado por el mismo; luego presentó al Señor Fraser al presidente en concepto de agregado a la legación y después de una corta conversación se retiró acompañado del Vicecónsul Británico en Sonsonate Samuel Burland, el Jefe de Sección de Relaciones Braulio Viteri y de algunos jefes del ejército. En el 21 de marzo, a las 6:30 p. m. el presidente Barrios obsequió con un banquete al ministro Mathew. En la noche del 23 de marzo el presidente obsequió un baile al ministro en el edificio de la Universidad, donde bailó el señor Mathew con la esposa del presidente la señora Adelaida. Salió de San Salvador en el 25 de marzo a las 6:00 a. m. acompañado del señor Fraser, se dirigió a Santa Rosa de Copán donde residía el vicepresidente de Honduras que ejercía el poder ejecutivo.
Fue ministro de Colombia de 1865 a 1866, de Argentina de 1866 a 1867 y de Brasil de 1867 a abril de 1879.
Fue nombrado Compañero de la Orden del Baño (CB) en 1863 y Comandante de los Caballeros de la Orden de San Miguel y San Jorge (KCMG) en mayo de 1879, mientras vivía en Leamington Spa en las últimas etapas de su vida, antes de morir en Londres el 22 de octubre de 1879.